# Pfarrkirche Kirchberg am Wechsel

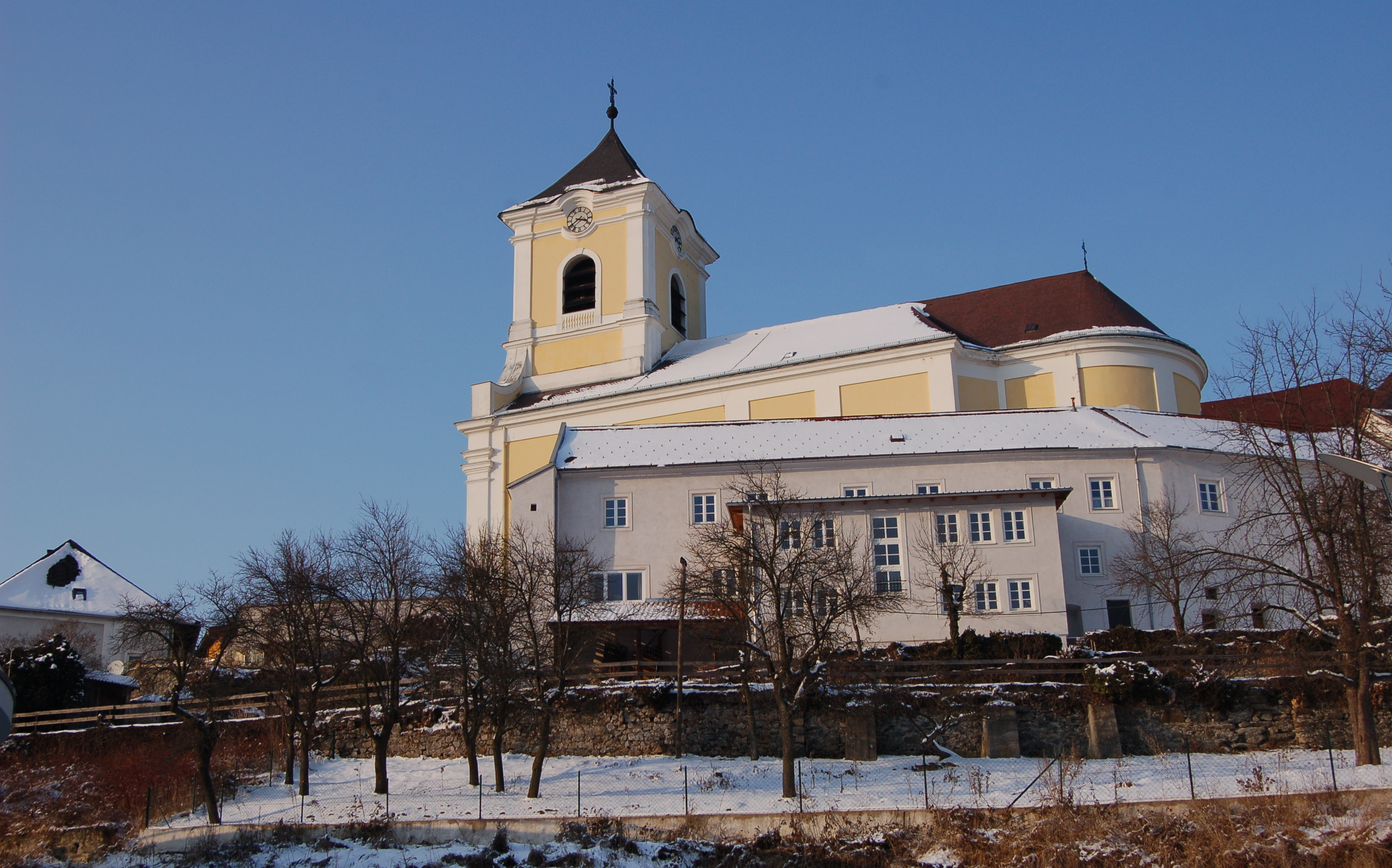
Katholische Pfarrkirche hl. Jakobus der Ältere in Kirchberg am Wechsel

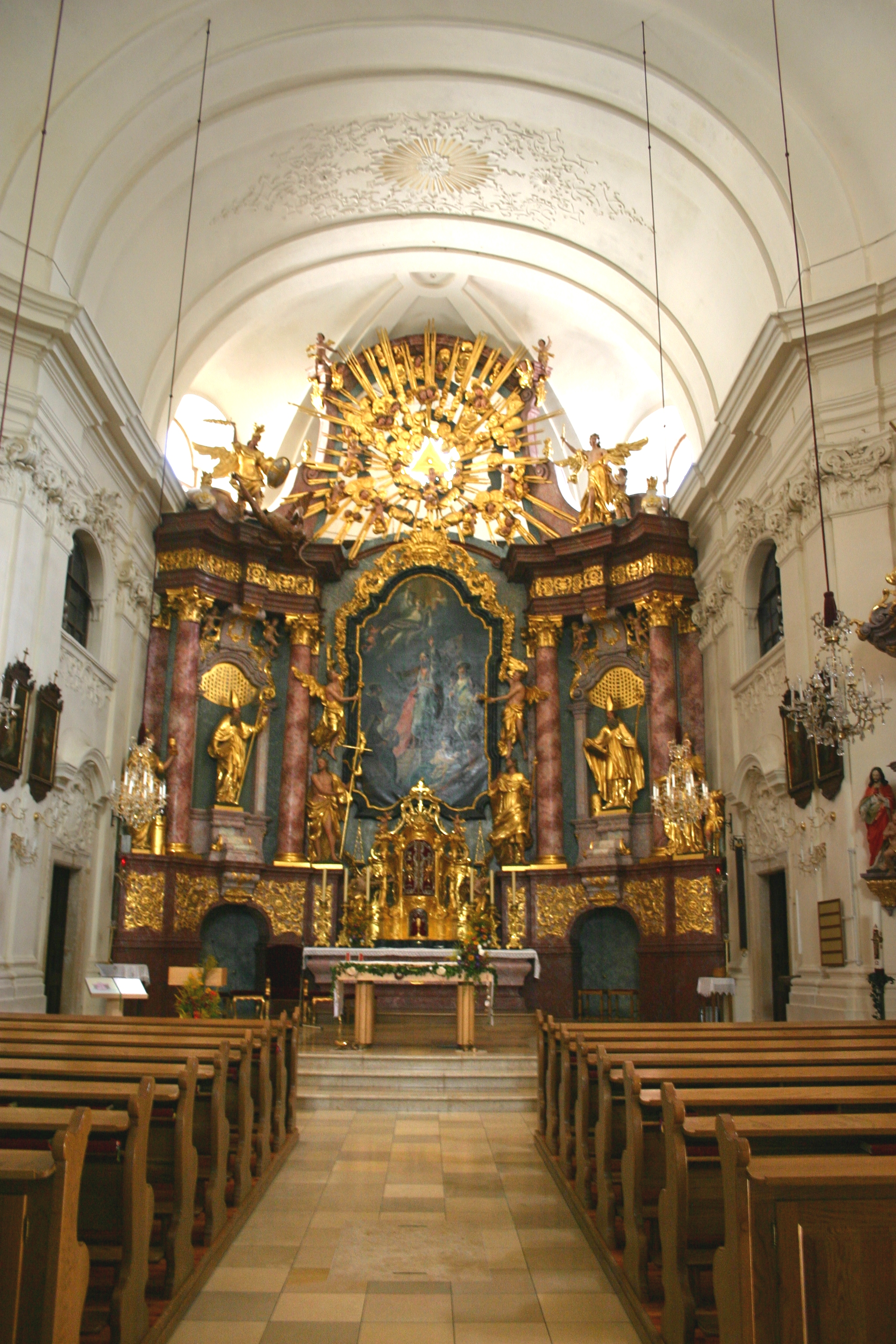
Im Langhaus zum Chor mit dem Hochaltar

Die Pfarrkirche Kirchberg am Wechsel steht beim Kloster Kirchberg am Wechsel in der Marktgemeinde Kirchberg am Wechsel im Bezirk Neunkirchen in Niederösterreich. Die auf den Heiligen Jakobus der Ältere geweihte römisch-katholische Pfarrkirche und ehemalige Stiftskirche gehört zum Dekanat Kirchberg im Vikariat Unter dem Wienerwald der Erzdiözese Wien. Die Kirche steht unter Denkmalschutz (Listeneintrag).

## Geschichte
Die Pfarre wurde mit den Herren von Kranichberg um 1200 gegründet und 1232 urkundlich genannt. Die Kirche wurde 1272 dem Chorfrauenstift inkorporiert. Über den Fundamenten einer kleineren mittelalterlichen gotischen baufälligen Stiftskirche wurde von 1754 bis 1756 ein freistehender einheitlicher barocker Saalbau erbaut. Die südliche Langhauswand der gotischen Kirche blieb erhalten. 1829 erlitt die Kirche einen Brand und erhielt eine Neugestaltung des Dachreiters. 1989/1990 war eine Innenrestaurierung.

## Architektur
Das mächtige Langhaus hat einen eingestellten Westturm und einen eingezogenen halbrund geschlossenen Chor. Beidseits des Chores bestehen zweigeschoßige Anbauten unter einem Pultdach. Die Putzgliederung zeigt sich streng spätbarock durch Lisenen und eingezogenen Rundbögen. Die Fenster sind rechteckig und rundbogig. Die Westfassade mit einer davor angestellten Freitreppe hat eine mittige Portal-Fenster-Gruppe und eine tempelartige Gliederung mit Riesenpilastern und einem mächtigen Dreieckgiebel mit einem darüberliegenden Turmschallgeschoß mit Eckpilastern und rundbogigen Schallfenstern. Der Turm trägt ein Pyramidendach aus 1826. Seitlich des Portales sind rundbogige Nischen mit den Statuen der Heiligen Augustinus und Ambrosius. Das Rechteckportal hat ein schmiedeeisernes Oberlichtgitter und barocke hölzerne Türflügel mit Felderung und originalen Beschlägen.
Im Norden der Kirche befinden sich in einer Nische Reste von Grabsteinen aus dem 16. und 17. Jahrhunderts. Im Süden der Kirche befindet sich ein monumentaler spätgotischer Kruzifix um 1500.
Das Langhausinnere zeigt sich in abgerundeten Ecken mit zwei stark eingeschnürten korbbogig platzlgewölbten bipolaren Jochen mit vier breiten Seitennischen in segmentbogenartiger Wandausrundung für Seitenaltäre. Haupteingangs westlich zeigt sich die korbbogig unterwölbte Orgelempore mit einer einschwingenden Brüstung. Das Langhaus und der Chor hat eine Pilastergliederung mit einem reichen umlaufenden Gebälk. Im Chor befinden sich die Zugänge zur Sakristei und zur Beichtkapelle, die quadratischen Anräume sind platzlgewölbt. Die Seitenportale im Chor tragen Stuckkartuschen in halbkreisförmigen aufgebogenen Giebelfeldern, links mit dem Wappen der Priorin und Bauherrin Anna Jakobina de Seitz, rechts mit dem Klosterwappen und der Jahresangabe 1756. Darüber sind im Chor korbbogige Oratorienfenster in einer Stuckrahmung.

## Ausstattung
Der mächtige Hochaltar aus 1730/1740 wurde 1790 von der aufgelassenen Frauenkirche in Baden erworben und hierher übertragen. Die Orgel aus 1894 stammt von Johann M. Kauffmann.